# 消化系統手術
消化系统手术，或称胃肠手术，可分为上消化道手术和下消化道手术。

## 亚型

### 上消化道
上消化道手术，通常称为上GI手术，指的是一种专注于消化道上部的外科手术。由于其复杂性，许多与上消化道相关的手术最好由那些在这方面技能娴熟的医生来进行。因此，外科医生可能会通过努力保持这些技能的熟练来从事上消化道手术。
上消化道外科医生通常会对以下手术精通，并可能专注于开展这些手术：
- 胰十二指肠切除术
- 食管切除术
- 肝切除

针对消化系统器官的手术被称为消化系统手术、胃肠道手术或胃肠道（GI）手术。我们所吃的食物中的营养成分由消化系统处理和吸收。为了纠正或治疗影响消化道的某些问题或疾病，可能需要进行手术。
消化系统手术有多种类型，其中一些较为常见的包括：

1.阑尾切除术：因急性阑尾炎（阑尾发炎）而进行的阑尾外科切除手术。

2.胃旁路手术：一种减肥手术，包括将胃分成一个较小的上囊和一个较大的下囊。然后，跳过胃和小肠的一部分，重新排列小肠以连接两个囊。因此，胃能够容纳的食物减少，营养物质的吸收也不如以前好，从而导致体重减轻。

3.胆囊切除术：因疼痛的胆结石或其他问题而进行的胆囊外科切除手术。
结肠切除术：部分或全部切除结肠（大肠）。此手术通常用于解决包括结直肠癌、憩室病或炎症性肠病等问题。

4.部分肝切除术：该手术通常用于治疗肝肿瘤或去除受损的肝组织。

5.食管切除术：部分或全部切除食管，通常用于治疗食管癌。

6.胰腺手术：涉及胰腺的手术，例如惠普尔手术（胰十二指肠切除术），用于治疗某些类型的胰腺癌和其他严重的胰腺疾病。

7.疝气修复术：疝气是指器官或组织通过腹壁的薄弱部位突出，通常需要通过手术进行治疗。
这些手术可以通过传统的开放手术程序或微创技术（如腹腔镜手术或机器人辅助手术）进行，这些技术需要较小的切口并且恢复更快。消化系统的手术是一个复杂的话题，需要专业的教育和经验。为了对自己的医疗保健做出明智的决定，个人必须与受过训练的外科医生讨论他们的具体情况、治疗选择和潜在风险。